# Le Temple du dieu Soleil
Pour plus de détails, voir Fiche technique et Distribution.
Le Temple du dieu Soleil (I sopravvissuti della città morta) est un film italien réalisé par Antonio Margheriti et sorti en 1984.

## Synopsis
Le cambrioleur Rick Spear, de passage à Istanbul avec sa fiancée Carol, est engagé par le riche Lord Dean pour retrouver le sceptre de Gilgamesh, caché dans sa tombe. Entretemps, le Prince Abdullah est lui aussi sur la piste du fameux sceptre avec son organisation secrète.

## Fiche technique
Sauf indication contraire, les informations mentionnées dans cette section peuvent être confirmées par la base de données cinématographiques IMDb,  présente dans la section « Liens externes ».
- Titre italien : I sopravvissuti della città morta[1]
- Titre français : Le Temple du dieu Soleil[2]
- Réalisateur : Antonio Margheriti
- Scénario : Giovanni Paolucci (it), Giovanni Simonelli (it)
- Photographie : Sandro Mancori
- Montage : Alberto Moriani (it)
- Musique : Aldo Tamborrelli
- Décors : Giovanni Simonelli (it)
- Producteur : Ignazio Dolce, Giovanni Paolucci
- Société de production : Flora Film, UFM
- Pays de production :  Italie
- Langue de tournage : italien
- Format : Couleur Technicolor - 2,35:1 - Son mono - 35 mm
- Durée : 97 minutes (1 h 37)
- Genre : Aventure
- Dates de sortie :
  - Italie : 25 mai 1984
  - France : 21 octobre 1987

## Distribution
- David Warbeck : Rick Spear
- John Steiner : Lord Dean
- Susie Sudlow : Carol
- Ricardo Palacios : Mohammed
- Luciano Pigozzi : Beetle
- Aytekin Akkaya (it) : Prince Abdullah

## Autour du film
À l'instar de Les Aventuriers du cobra d'or, Le Temple du dieu Soleil exploite le filon du film d'aventure créé par la saga Indiana Jones.